# Гакстон (Колорадо)
Гакстон (англ. Haxtun) — місто (англ. town) в США, в окрузі Філліпс штату Колорадо. Населення — 981 особа (2020).

## Географія
Гакстон розташований за координатами 40°38′29″ пн. ш. 102°37′46″ зх. д. / 40.64139° пн. ш. 102.62944° зх. д. (40.641520, -102.629537).  За даними Бюро перепису населення США в 2010 році місто мало площу 1,39 км², уся площа — суходіл.

## Демографія
Згідно з переписом 2010 року, у місті мешкало 946 осіб у 405 домогосподарствах у складі 257 родин. Густота населення становила 680 осіб/км².  Було 498 помешкань (358/км²).
Расовий склад населення:
| - 96,4 % — білих - 0,7 % — корінних американців - 0,2 % — азіатів - 0,1 % — вихідців з тихоокеанських островів - 0,1 % — чорних або афроамериканців - 1,0 % — осіб інших рас |

До двох чи більше рас належало 1,5 %. Частка іспаномовних становила 3,8 % від усіх жителів.
За віковим діапазоном населення розподілялося таким чином: 25,5 % — особи молодші 18 років, 50,3 % — особи у віці 18—64 років, 24,2 % — особи у віці 65 років та старші. Медіана віку мешканця становила 45,4 року. На 100 осіб жіночої статі у місті припадало 91,9 чоловіків;  на 100 жінок у віці від 18 років та старших — 91,6 чоловіків також старших 18 років.
Середній дохід на одне домашнє господарство  становив 52 888 доларів США (медіана — 39 167), а середній дохід на одну сім'ю — 64 738 доларів (медіана — 46 875). За межею бідності перебувало 11,0 % осіб, у тому числі 9,7 % дітей у віці до 18 років та 7,8 % осіб у віці 65 років та старших.
Цивільне працевлаштоване населення становило 418 осіб. Основні галузі зайнятості: освіта, охорона здоров'я та соціальна допомога — 32,8 %, роздрібна торгівля — 10,3 %, сільське господарство, лісництво, риболовля — 9,3 %.